# Форни ди Сото
Форни ди Сото (итал. Forni di Sotto) је насеље у Италији у округу Удине, региону Фурланија-Јулијска крајина.
Према процени из 2011. у насељу је живело 602 становника. Насеље се налази на надморској висини од 778 м.

## Становништво
Према резултатима пописа становништва 2011. у општини је живело 620 становника.
| 1936. | 1951. | 1961. | 1971. | 1981. | 1991. | 2001. | 2011. |
| ----- | ----- | ----- | ----- | ----- | ----- | ----- | ----- |
| 1.446 | 1.598 | 1.406 | 878   | 877   | 761   | 716   | 620   |